# 예브게니 샤포시니코프

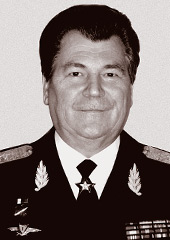

예브게니 이바노비치 샤포시니코프(Евгений Иванович Шапошников, 1942년 2월 3일 ~ 2020년 12월 8일)는 소비에트 사회주의공화국 연방과 러시아 연방의 군인이다.
로스토프주 악사이의 농가에서 태어나 1969년 가가린 공군 사관학교를 졸업했다. 소비에트 연방 공군에 들어가 진급하여 1990년에는 공군 총사령관, 1991년에는 소비에트 사회주의공화국 연방의 국방부 장관을 맡았다. 샤포시니코프는 소비에트 사회주의공화국 연방이 해체되기 전의 마지막 국방부 장관이었다.
은퇴한 뒤에는 아예로플로트 대표이사 등을 맡았다.
러시아의 코로나19 범유행 중인 2020년 모스크바에서 코로나19로 사망했다.